# Moovweb
A Moovweb é uma empresa de software que oferece uma plataforma com base na nuvem para sites e aplicativos móveis. A sede da Moovweb está localizada em São Francisco, na Califórnia. Ajay Kapur é o diretor executivo da empresa.

## História
Ajay Kapur fundou a Moovweb em 2003. Andy Bechtolsheim investiu U$ 700 mil para ajudar a estabelecer a empresa.

A Moovweb usa uma plataforma baseada na nuvem para transformar sites criados para desktop em experiências móveis para smartphones e tablets. A empresa utiliza um processo aguardando patente conhecido como “virtualização de site.” Este processo permite que o site ou aplicativo móvel “herde” o conteúdo, recursos e lógica comercial de um site criado para computador. 

Desenvolvedores de front-end usam um SDK (Kit de Desenvolvimento de Software) gratuito e uma linguagem de programação chamada Tritium para escrever as instruções de transformação.
A empresa ajudou a integrar o Google Wallet ao site móvel da 1-800-Flowers.com. A Moovweb é um Parceiro de Plataforma Premium do Google Wallet e utilizou o serviço PayPal Express em alguns dos sites que desenvolveu.
Alguns dos principais clientes da Moovweb são 1800FLOWERS.com, Lending Tree, Macys.com, Golfsmith, Panasonic, John Deere, Sharpie, e Vitacost.
Até abril de 2013, a Moovweb havia captado U$ 16 milhões em recursos.